# Liste des édifices labellisés « Patrimoine du XXe siècle » du département du Jura
La liste des édifices labellisés « Patrimoine du XXe siècle » du département du Jura recense de manière exhaustive les édifices disposant du label officiel français « Patrimoine du XXe siècle » situés dans le département français du Jura. Chacun de ces édifices est accompagné de sa notice sur la base Mérimée et de sa date de labellisation.

## Liste
| Monument                                                      | Commune         | Adresse                                     | Coordonnées                      | Notice                        | Date | Illustration                    |
| ------------------------------------------------------------- | --------------- | ------------------------------------------- | -------------------------------- | ----------------------------- | ---- | ------------------------------- |
| Établissement régional d'enseignement adapté                  | Crotenay        | 1 rue des Grands-Chantres                   | 46° 45′ 20″ nord, 5° 48′ 38″ est | « EA39000001 »                | 2004 | Image manquante Téléverser      |
| Collège Jean Jaurès                                           | Damparis        | 23 rue de Belvoye                           | 47° 04′ 05″ nord, 5° 24′ 52″ est | « EA39000002 »                | 2004 | Image manquante Téléverser      |
| Centre commercial des Mesnils-Pasteur et logements collectifs | Dole            | ZUP des Mesnils-Pasteur                     | à géolocaliser                   |                               | 2014 | Image manquante Téléverser      |
| Maison Jorrot                                                 | Dole            | 21 avenue Rockfeller                        | 47° 05′ 44″ nord, 5° 29′ 35″ est | « PA00101863 »                | 2004 | Maison Jorrot                   |
| Maison                                                        | Dole            | 31 boulevard Wilson                         | 47° 05′ 47″ nord, 5° 29′ 36″ est | « PA39000046 »                | 2004 | Maison                          |
| Église Saint-Jean-l'Évangéliste                               | Dole            | 9 rue Jean XXIII 44-46 rue Général-Lachiche | 47° 05′ 13″ nord, 5° 28′ 58″ est | « PA39000073 »                | 2006 | Église Saint-Jean-l'Évangéliste |
| Institut médico-éducatif                                      | Dole            | avenue de Northwich                         | à géolocaliser                   | « EA39000003 »                | 2004 | Image manquante Téléverser      |
| Église Saint-Georges                                          | Lavancia-Epercy | Rue de la Gare                              | 46° 19′ 49″ nord, 5° 40′ 43″ est | « EA39000004 » « PA39000126 » | 2004 | Église Saint-Georges            |
| Maison                                                        | Lons-le-Saunier | 17 avenue Camille Prost                     | 46° 40′ 23″ nord, 5° 33′ 44″ est | « PA39000015 »                | 2004 | Maison                          |
| Usine Girod Médias                                            | Morbier         | 83-93, route Blanche                        | à géolocaliser                   |                               | 2014 | Image manquante Téléverser      |
| Viaduc                                                        | Morez           |                                             | 46° 31′ 45″ nord, 6° 01′ 21″ est | « PA00101965 »                | 2004 | Viaduc                          |
| Pont bow-string (Port-Lesney)                                 | Port-Lesney     |                                             | 47° 00′ 16″ nord, 5° 49′ 25″ est | « PA39000027 »                | 2004 | Pont bow-string (Port-Lesney)   |
| Maison Fillod                                                 | Saint-Amour     | 23 rue d'Allonal                            | 46° 26′ 09″ nord, 5° 20′ 49″ est | « PA00135339 »                | 2004 | Maison Fillod                   |
| Maison du Peuple                                              | Saint-Claude    | 12 rue de la Poyat                          | 46° 23′ 16″ nord, 5° 51′ 48″ est | « PA00125410 »                | 2004 | Maison du Peuple                |
| Cité Solvay                                                   | Tavaux          |                                             | 47° 03′ 09″ nord, 5° 25′ 06″ est | « EA39000005 »                | 2004 | Image manquante Téléverser      |
| Église Sainte-Anne                                            | Tavaux          |                                             | 47° 03′ 09″ nord, 5° 25′ 04″ est | « EA39000006 »                | 2004 | Église Sainte-Anne              |